# 이호연 (국악인)
이호연 (1956년 11월 1일~)은 대한민국의 국악인이자 교육자로 국가무형문화재 제57호 경기민요 예능보유자이다.

## 학 력
- 동국대학교 불교음악과 학사 졸업
- 1977년 동국대학교 문화예술대학원 (불교음악전공)| 이호연 | 이호연                                                                                                              |
| ------ | --- |
| 출생   | 1956년 월 일(69세)                                                                                                  |
| 경력   | 한국의소리 숨 이사장 한국국악협회 수석부이사장 전주대사습놀이보존회 수석부이사장 민주평화통일자문회의 자문위원 역임 |
| 종교   | 불교 |

## 경 력
- 사단법인 한국의소리 숨 이사장
- 사단법인 한국국악협회 수석부이사장
- 사단법인 전주대사습놀이보존회 부이사장
- 사단법인 대한노인복지후원회 이사
- 이호연 국악예술원 원장 [1994년 ~ 현재]
- 국립한국예술종합학교 전통예술원 겸임교수 역임
- 민주평화통일자문회의 자문위원 역임 [대통령직속자문헌법기관]
- 사단법인 한국국악협회 이사 역임 [1994년]
- 사단법인 한국민요연구회 부이사장 역임

## 수상 내역
- 제34회 대한민국 예술문화대상 국악부문 - 2021
- 제68회 서울특별시 문화상 국악부문 - 2019
- 춘천시 문화예술발전공로상 표창 - 2016
- 제15회 자랑스런 한국인대상 국악부문 - 2015
- 예산군 문화예술발전공로 표창 - 2009
- 한국예총 예술문화 특별공로상 - 2007
- 서울특별시 교육문화 평화봉사장 표창 - 2005
- 대한민국 평화대상 - 2005
- 외교통상부 "세계문화예술지도자" 대상 - 2005
- 예술인실연자협회 국악부문 대상 - 2003
- 제5회 전국민요경창대회 대통령상 [사단법인 한국국악협회 주관] - 1998
- 제2회 KBS 서울 국악대경연 금상 [KBS주관] - 1991
- KEITH HALL & ASSOCIATION ATTORNEYS AT LAW 감사패 - 1988
- 전주대사습놀이 전국대회 민요부 종합장원 - 1984